# Hermann Sprengel
Hermann Johann Philipp Sprengel (* 29. August 1834 in Schillerslage bei Hannover; † 14. Januar 1906 in London) war ein deutscher Chemiker und Physiker.

## Leben
Er arbeitete im Labor von Robert Wilhelm Bunsen. 1859 ging er nach England, wo er seine chemischen Forschungen begann; zunächst in Oxford und später in verschiedenen Laboren in London.
1865 erfand er eine effiziente Hochvakuumpumpe, die Sprengel-Pumpe, eine Weiterentwicklung der Geißlerpumpe. Quecksilber wurde in den Rezipienten gepumpt und lief tropfenweise in eine senkrechte Kapillare, wobei die Tropfen im Niederfallen die zwischen ihnen eingeschlossenen Luftblasen komprimierten und in die Außenluft transportierten. Sie fand Anwendung in der Glühlampenherstellung.
1871 ließ er die Sprengel-Sprengstoffe (Gemische, bei welchen die Komponenten bis zum Einsatz getrennt gelagert werden) patentieren.
1873 entwickelte er ein Pyknometer. Für Schwerkraftmessungen und zur Messung der Ausdehnung von Flüssigkeiten entwickelte er das U-Rohr.
1878 wurde er zum Mitglied (Fellow) der Royal Society gewählt.

## Veröffentlichungen
- On a New Class of Explosives, which are non-Explosive during their Manufacture, Storage, and Transport. In: Journal of the Chemical Society, August 1873.
- The Hellgate Explosion and Rackarock. In: Nature, Nr. 32, Oktober 1885, S. 625.